# Коефіцієнт використання шпурів
Коефіцієнт використання шпурів (рос. коэффициент использования шпуров, англ. utilization factor of hole (blasthole), нім. Bohrlochwirkungsgrad m, Abschlagwirkungsgrad m, Nutzfaktor m der Bohrlocher) — безрозмірна величина, що характеризує ефективність дії вибуху шпурових зарядів при проведенні виробок і на очисних роботах. Визначається відношенням величини посування вибою за один вибух до глибини закладення шпурів. Правильно вибране розташування шпурів, величина зарядів і послідовність їх висадження, а також ретельність заряджання і забивки шпурів забезпечують К.в.ш. рівний або близький до 1. Зменшення значення К.в.ш. призводить до зниження швидкості посування виробок і до збільшення обсягу буріння та витрат ВР, а також до підвищення вартості проходки.